# Ofensiva presa de Tishrin
L'ofensiva presa de Tishrin, altrament anomenada ofensiva del sud de Kobanî, va ser una operació militar al nord-est de la Governació d'Alep, durant la Guerra civil siriana realitzada per les Forces Democràtiques de Síria (SDF), per alliberar l'estratègica presa de Tishrin i les zones rurals del sud del Cantó de Kobanî en mans de l'Estat Islàmic (EI), tot això, amb l'ajut de la coalició internacional, dins la campanya d'intervenció militar contra l'Estat Islàmic, que va realitzar uns 26 bombardejos.

## Antecedents
El 26 de novembre de 2012, durant la guerra civil siriana, la presa de Tishrin va caure en mans de les milicies rebels, tallant dues línies l'abastiment governamental importants: cap a ar-Raqqa, el que va significar la unió d'ambues costes del riu Éufrates, i direcció Alep, augmentant la pressió sobre les tropes lleials al govern que es trobaven lluitant per aconseguir el control de la segona ciutat més poblada del país.

## L'ofensiva
El 23 de desembre de 2015, les SDF van començar oficialment la ofensiva amb l'obejctiu de “netejar les àrees del sud del Cantó de Kobanî que havien estat ocupades per individus del grup terrorista conegut com a Daeix (EI)”.
El 24 de desembre de 2015, les SDF van capturar les poblacions Sahrij, Al Jabal, Abaydad, Al Mansia, Miruha, Sajjadi, Dandoshan, Birdan i al voltant de quinze granges del sud de la ciutat de Sarrin que havia estat alliberada pocs mesos enrere per les Forces de Defensa del Poble (YPG, per les seves sigles en kurd) i l'Exèrcit Lliure de Síria (FSA, per les seves sigles en anglès), durant la Segona Batalla de Sarrin (juliol–de juny 2015). Un total de 14 membres islamistes i dos membres de les forces kurdes van morir durant els enfrontaments.
El 25 de desembre de 2015, l'aliança kurda, àrab i assíria van aconseguir alliberar les poblacions de Bojakh, Hafyan, Munsiye, Sofayte, Saqit, Dahr Al–Faraj i les granges del voltant de les mateixes. Fins a 12 membres de l'Estat Islàmic van morir durant els enfrontaments, arribant, les SDF, a capturar fins a 16 quilòmetres de la costa est del riu Eufrates.
El 26 de desembre de 2015, les SDF van capturar la presa de Tishrin, així com les poblacions d'ir Shumal, Bir Bagar, Abdilkiye, Tal Banat, Khishkhash, Al-Wesi i Miwelih. Fins a cinc jihadistes van morir en l'ofensiva del dia 26, i un total de vuit membres van ser capturats en vida i detinguts. El recompte de pobles alliberats en quatre dies d'ofensiva ascendia ja a 50.
El 27 de desembre de 2015 les SDF van aconseguir creuar per primera vegada, amb èxit, el riu i van continuar avançant per la costa oest de l'Eufrates, alliberant les ciutats de Tishrin i Sakaniya. Un mínim de 15 membres de l'EI van ser morts durant l'operació. Com a represàlia, l'EI va executar a la ciutat de Manbij quatre joves acusats de pertànyer a les SDF.
El dia 30 de desembre de 2015, el comandant general de les SDF va declarar la fi de l'operació per alliberar l'àrea sud del Cantó de Kobanï. El balanç de la mateixa va ser: l'alliberament de 100 poblacions i llogarets, la captura de la presa de Tishrin, una àrea d'aproximadament 640 quilòmetres quadrats, la mort de 219 combatents islamistes i la mort de 100 gihadistes més a mans dels bombardejos de la coalició internacional. Pel que fa a les files kurdes fins a set membres de les SDF i dos de les forces policials Asayish també van caure morts.